# 造父四
造父四也被稱為仙王座μ星（Mu Cephei）或赫歇爾的石榴石星（Herschel's Garnet Star），是一顆位於仙王座的紅超巨星，也是銀河系中已知最巨大與最明亮的恆星之一。它的顏色呈現石榴石般的紅色，恆星光譜分類為M2 Ia。天文學家從1943年開始將造父四的光學頻譜視為分類其它恆星的基準。

## 觀測史
天文學家威廉·赫歇爾曾經注意到紅色的造父四，並形容它有「非常美好的石榴石深紅」，類似鯨魚座的蒭藁增二 ，所以這顆恆星也被稱為赫歇爾的石榴石星。義大利天文學家朱塞普·皮亞齊在他編製的星表中稱呼這顆恆星為Garnet sidus ，捷克天文學家安東寧·貝奇瓦爾（Antonin Becvar）在他編製的星表中可能為了避免與天龍座μ星混淆在一起，而稱呼這顆恆星為Erakis。阿拉伯語則稱呼造父四為al-Rāqis 。
英國天文學家約翰·羅素·欣德在1848年發現造父四的光度會產生變化，不久普魯士天文學家弗里德里希·阿格蘭德加以確認欣德的觀測。從1881年開始，天文學家對這顆恆星的光度變化紀錄幾乎不曾間斷。

## 性質
1. 水星 < 火星 < 金星 < 地球
2. 地球 < 海王星 < 天王星 < 土星 < 木星
3. 木星 < 沃夫359 < 太陽 < 天狼星
4. 天狼星 < 北河三 < 大角星 < 畢宿五
5. 畢宿五 < 參宿七 < 心宿二 < 參宿四
6. 參宿四 < 造父四 < 仙王座VV < 大犬座VY

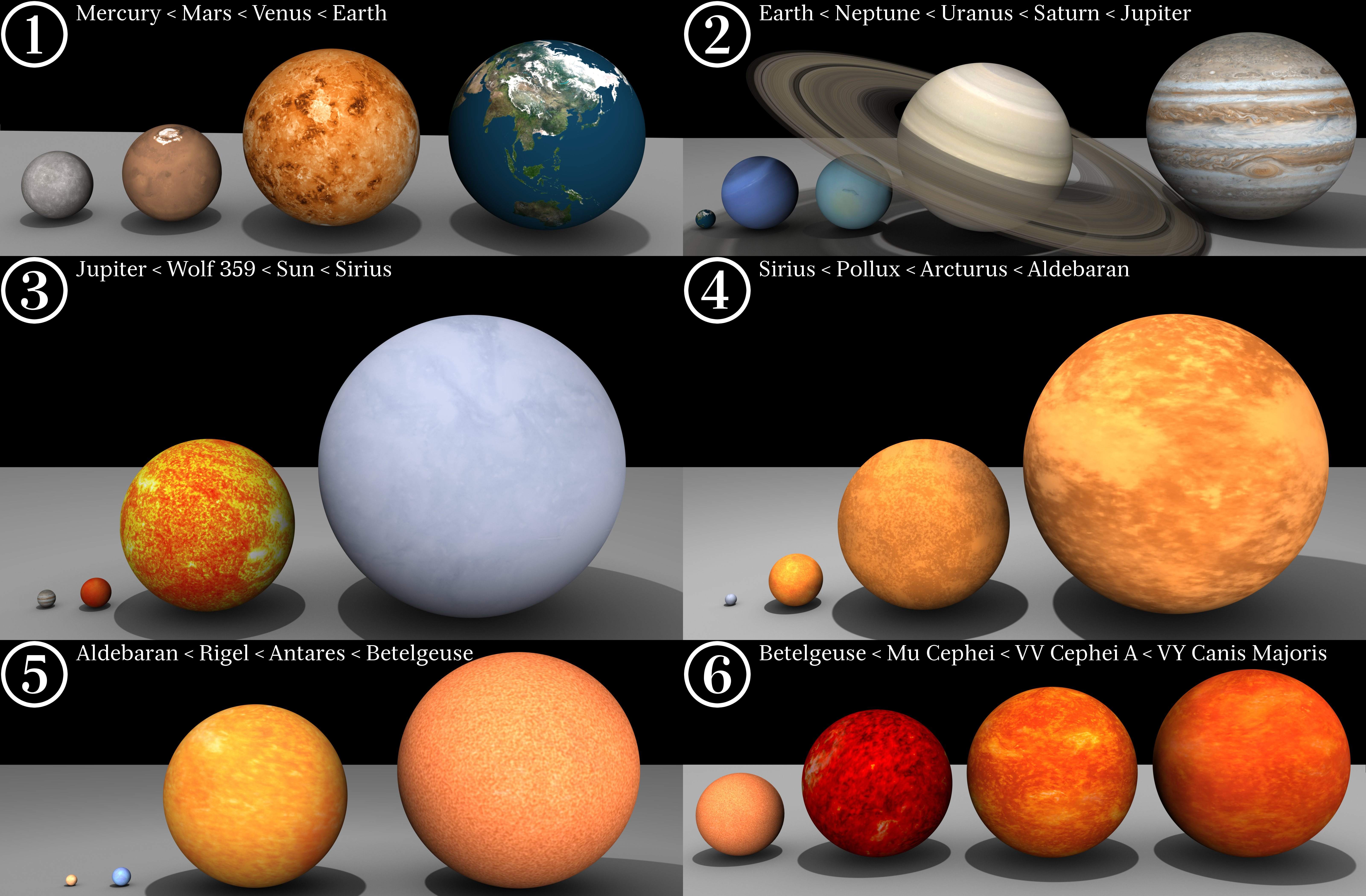
造父四與其他恆星的比較
- 水星 < 火星 < 金星 < 地球
- 地球 < 海王星 < 天王星 < 土星 < 木星
- 木星 < 沃夫359 < 太陽 < 天狼星
- 天狼星 < 北河三 < 大角星 < 畢宿五
- 畢宿五 < 參宿七 < 心宿二 < 參宿四
- 參宿四 < 造父四 < 仙王座VV < 大犬座VY

因為造父四是一顆非常明亮的紅超巨星，是肉眼可見最巨大的恆星之一，也是銀河系中已知最巨大的恆星之一。北半球的觀測者比南半球的觀測者容易觀測到造父四，最佳觀測時間是八月份至隔年一月份。
天文學家目前對於造父四的距離仍有疑問，依巴谷衛星的測量結果為0.62 ± 0.52角分，表示它距離太陽為1,612秒差距。天文學家將造父四與參宿四大小互相比較後，認為距離是390 ± 140秒差距。天文學家在2005年則估計它距離太陽573 ± 99秒差距。最新数据其距离介于1333-2857秒差距之间，其距离至少为4200光年。
造父四的直徑估計超過太陽的1,650倍，如果把它放在太陽系中，它的表層將介於木星及土星之間。造父四的體積等同45億個太陽，目前只知道大犬座VY、仙王座VV與麒麟座V838比它更大。如果地球只有高爾夫球那麼大的話，造父四的直徑將會超過兩座金門大橋的長度。该星的质量目前介于太阳的20-30倍，相信其初始质量会更大。
造父四是一顆變星，屬於仙王座μ變星的成員。它的亮度以2至2.5年的週期在3.43及5.1等之間變化，沒有固定的模式。在5200光年的距离上，其平均绝对星等约为-6.9，即相当于太阳的48000倍，当其光度达到极大时，绝对星等可以高达-7.6，即相当于太阳的92000倍之亮。將它的亮度變化、红外輻射及消光一起考慮的話，造父四的亮度平均是太陽的35万倍，絕對星等達到−9.1等，光度极大时可能能达到太阳的47万5千倍，成為目前已知最明亮的恆星之一。极高的光度（相当于参宿四的3倍）使其有时被归类为红特超巨星。
造父四目前是一顆不穩定的恆星，亮度、大小及溫度都產生不規則變化。它已經接近恆星演化的盡頭，將氦藉由核融合轉為碳，而主序星則是將氫藉由核融合轉為氦。這種情況顯示造父四將「很快」成為一顆超新星，雖然可能還要經過數百萬年之久。當它成為超新星時，會經由爆炸將其大部分甚至幾乎所有物質向外拋散，並向周圍的星際物質輻射激波。造父四最終將成為一個黑洞。
這顆恆星的光球估計溫度為3,690 ± 50K，一層殼狀的組織則包覆在外，並延伸至恆星半徑至少0.33倍距離的位置，溫度為2,055 ± 25K。這層殼狀的組織由恆星噴射出的物質所構成，內含星際物質，例如CO、H2O及SiO 。這層球狀的殼層延伸至距離恆星6″的位置，擴散速度為10 km s−1，年齡介於2000至3000年之間。造父四每年損失的物質大約10−7倍太陽質量 。
天文學家在觀測造父四發射出的物質後，認為在恆星半徑一倍（約1450倍太陽半徑）至兩倍（約2900倍太陽半徑）的範圍內存在塵埃與水所構成寬廣的環帶。

## 外部連結
- . SIMBAD.   [13 April 2006].
- The Garnet Star from Jim Kaler's Stars.
- AAVSO: Star of the Month （页面存档备份，存于） from AAVSO: Variable Star of the Month, Mu Cephei
- Mu Cephei a grand red star[永久]
- image Mu Cephei （页面存档备份，存于）
- Big and Giant Stars: Garnet Star （页面存档备份，存于）